# Christoph Gudermann
Christoph Gudermann (* 25. März 1798 in Vienenburg; † 25. September 1851 in Münster) war ein deutscher Mathematiker. Nach ihm ist die Gudermannfunktion benannt.  Er gilt als akademischer Lehrer von Karl Weierstraß.

## Leben
Christoph Gudermann war der Sohn eines Schullehrers. In den Jahren 1809 bis 1820 besuchte er in Hildesheim das Gymnasium Josephinum. Im Wintersemester 1820/21 begann er das Studium der Mathematik an der Universität Göttingen. Da auch Carl Friedrich Gauß zu dieser Zeit in Göttingen wirkte, sehen einige Autoren in ihm einen Gauß-Schüler und behaupten sogar, er habe bei diesem promoviert. Gauß war seit 1807 Direktor der Sternwarte und Professor für Astronomie und nicht für Mathematik. Gudermann war jedoch für Mathematik eingeschrieben und besuchte dementsprechend die Vorlesungen Bernhard Friedrich Thibauts.  Bereits 1821 bewarb sich Gudermann beim preußischen Kultusministerium um eine Anstellung im höheren Schuldienst. Die dafür erforderliche  Staatsprüfung legte er im März 1823 in Berlin ab. Im gleichen Jahr erhielt er eine feste Stelle als Mathematiklehrer am Gymnasium in Kleve. Obwohl er in dieser Zeit unter dem Mangel an Fachliteratur litt, arbeitete er intensiv weiter auf wissenschaftlichem Gebiet. Später ist es ihm wohl auch gelungen, das 1826 begründete Crellesche Journal  für die Schulbibliothek zu beschaffen und für seine Studien zu nutzen. Der offizielle Name der Zeitschrift war Journal für die reine und angewandte Mathematik. Bereits im Jahr 1829 erschienen im 4 Band dieses Journals von ihm zwei Artikel – einer „Uber die Potenzial-Functionen“ und ein (zu beweisender) geometrischer Lehrsatz. In Band 6 des Crelleschen Journal  veröffentlichte er 1831 sogar eine umfangreiche Arbeit zum Thema “Theorie der Potenzial- oder cyklisch-hyperbolischen Functionen”. Durch diese und weitere Publikationen machte sich Gudermann in der Fachwelt bekannt. Bis 1832 publizierte er 11 wissenschaftliche Arbeiten. Bei dieser Zählung wird Gudermanns „Theorie der Potenzial- oder cyklisch-hyperbolischen Functionen“ als eine Arbeit gerechnet, obwohl der Separatabdruck ihrer zahlreichen Teile in Buchform 354 Druckseiten umfasst.
Im Jahr 1832 verstarb Franz Baumann, der Inhaber des Lehrstuhls für Mathematik in Münster. Gudermann wurde die Nachfolge und damit die Übernahme einer außerordentlichen Professur angeboten. Dem stand im Wege, dass Gudermann nicht promoviert war. Schließlich meldete Gudermann sich – nicht zuletzt wegen seiner Bekanntschaft mit August Crelle – zu einer Promotion an der Friedrich-Wilhelms-Universität in Berlin an. Die dortige Fakultät bat August Crelle um eine Stellungnahme, der sich wie folgt zu Gudermann und dessen Arbeiten äußerte:
[Sie] zeichnen sich durch Klarheit, Gediegenheit, Schärfe der Begriffe und Consequenz in der Ausführung auf eine höchst erstaunliche Weise aus. [. . . ] Im Allgemeinen halte ich den Herrn Gudermann für einen mit ungewöhnlichem Talent begabten und schon jetzt um seine Wissenschaft wesentlich verdienten Geometer..
Die Fakultät verzichtete daraufhin auf ein förmliches Promotionsverfahren und ernannte Gudermann zum Ehrendoktor. Nun konnte er in Münster zum  außerordentlichen Professor für Mathematik ernannt werden und begann dort im November 1832 seine Lehrtätigkeit. 1839 wurde er ordentlicher Professor an der Theologischen und Philosophischen Akademie in Münster (der späteren Universität). Mit seiner Berufung begann die eigentliche Geschichte der Mathematik in Münster. 1838 kam Karl Weierstraß zum Mathematik-Studium dorthin, um Gymnasiallehrer zu werden. Er hörte im Wintersemester 1838/39 und im Sommersemester 1839 Vorlesungen bei Gudermann, insbesondere jene zu elliptischen Funktionen. Diese wurden zuvor noch an keinem anderen Institut gelehrt. Karl Weierstraß war stark von Gudermanns Vorlesungen beeinflusst, so dass er selbst in diese Richtung weiterforschte. Weierstraß sagte hierzu:
[D]ie Theorie der elliptischen Functionen, hatte von der Zeit an, wo ich unter der Leitung meines hochverehrten Lehrers Gudermann , dem ich stets eine dankbare Erinnerung bewahren werde, die erste Bekanntschaft mit derselben machte, eine mächtige Anziehungskraft auf mich geübt.
Gudermann erhielt nie den Ruhm für seine Forschungen über sphärische Geometrie (Geometrie der Kugel) und spezielle Funktionen (elliptische und hyperbolische Funktionen), da er sich zu sehr auf Einzelfälle spezialisierte und nicht so viele Arbeiten zu den Themen veröffentlichte. Moritz Cantor erwähnt als weiteren Grund seine Angewohnheit, überall in seiner Behandlung elliptischer Funktionen eigene neue Namen einzuführen, die sonst nicht gebräuchlich waren. Er nannte Gudermann aber auch einen tiefen Denker auf seinen Arbeitsgebieten. 
Einen Namen hatte sich Gudermann durch ein Buch über Sphärische Geometrie von 1830 gemacht, was ihm die Beförderung zum Oberlehrer eintrug und bald darauf die Professur. In diesem Buch findet sich auch der Satz von Bodenmiller (die drei Kreise über den Diagonalen eines vollständigen Vierseits schneiden sich in zwei Punkten) mit dem Verweis auf den Urheber Bodenmiller, über den sonst nichts bekannt ist. Gudermann sah die ebene Geometrie als Sonderfall (Kugel mit unendlichem Radius) der sphärischen Geometrie und räumte der Geometrie auf der Kugel daher Priorität ein.
Ein am Karlsruher Institut für Technologie von Studenten für exzellente Lehre verliehener Preis ist nach ihm benannt.

## Schriften
- Grundriß der analytischen Sphärik. DuMont-Schauberg, Köln 1830.
- Lehrbuch der Niederen Sphärik. 1836.
- Die Theorie der Potentialfunctionen. 1832.
- Modularfunctionen und Modularintegrale. 1844.